# Клон (композитор)
Клон, Клонас (дав.-гр. Κλονᾶς, VII до н. е.) — давньогрецький афінський поет, авлет (флейтист) і композитор. Аркадійці стверджували, що він родом із Тегеї, беотійці — що з Фів. Сучасник музикантів Терпандра й Фалета.
Клонові приписується створення жанрів авлодічного
ному (словесної композиції, що співалася під акомпанемент флейти) та авлодичної просодії.
Авлодічні номи виконувалися солістом у супроводі авлосу. Клон започаткував два види авлодичних номів, від яких в історії залишилися лише назви: «апотетос» (дав.-гр. ἀπόθετος ‘таємний’) та «схоїніон» (дав.-гр. σχοινιών ‘мотузковий’).
Клонас вважається творцем трьохпісенного ному, кожна частина якого виконувалася в іншому ладі — дорійському, лідійському та фригійському.
Складав елегічні дистихи й гекзаметри. Один з його музичних творів мав назву Elegos (див. елегія).